# Disteniidae
Disteniidae es una  familia de coleópteros de la superfamilia Chrysomeloidea. Es una familia relictual de pequeños escarabajos que sobrevivieron hasta nuestros días desde el Período Cretácico de la Era Mesozoica. Comprende alrededor de 200 especies.
Anteriormente era considerada una subfamilia (Disteniinae) de Cerambycidae, pero fue elevada a familia por Linsley en 1961, aceptada por otros  autores y confirmada por otros autores.
Comprende las siguientes 4 subfamilias:
- Cyrtonopinae White, 1853
- Disteniinae Thomson, 1860
- Dynamostinae Lacordaire, 1869
- Heteropalpinae Villiers, 1980

Tribus y algunos géneros
- Tribu: Cyrtonopini - 
  - Géneros: Cyrtonops - Dandamis
- Tribu: Disteniini - 
  - Géneros: Capnethinius - Cometes - Distenia - Disteniazteca - Melegena - Micronoemia - Nericonia - Nethinius - Noemia - Novantinoe - Nupseranodes - Saphanodes - Tengius - Typodryas - Villiersicometes
- Tribu: Dynamostini -  
  - Géneros: Aiurasyma - Dynamostes
- Tribu: Heteropalpini
  - Géneros: Heteropalpus - Pseudocometes